# کوسه بلعنده معرق
کوسه بلعنده معرق (نام علمی: Centrophorus tessellatus) نام یک گونه از تیره میان‌ربایندگان است.